# The Waterboy
The Waterboy is een Amerikaanse komische sportfilm uit 1998 van Frank Coraci met in de titelrol Adam Sandler en verder met onder meer Henry Winkler en Kathy Bates.

## Verhaal
Bobby (Adam Sandler) is een 'waterboy' voor het fictieve American footballteam de Cougars uit Louisiana. Hij stottert en wordt te veel beschermd door zijn moeder Helen (Kathy Bates), die weduwe is sinds haar man, lid van het Peace Corps, in de Sahara van de dorst omgekomen zou zijn. Bobby wordt gepest door de spelers van de Cougars en uiteindelijk ontslagen.
Hij weet een nieuwe baan als waterboy voor het concurrerende team de Mud Dogs te bemachtigen. Trainer Klein (Henry Winkler) ontdekt dat Bobby talent heeft voor football en zet hem in het team, iets dat Bobby's moeder niet mag weten. Bobby groeit uit een gevreesde linebacker, wat hem ook de moed geeft om het aan te leggen met Vicki (Fairuza Balk), op wie hij in zijn schooltijd verliefd was, maar die vanwege haar strafblad sterk wordt afgekeurd door zijn moeder.

## Rolverdeling
| Acteur          | Personage                  | Opmerkingen                                               |
| --------------- | -------------------------- | --------------------------------------------------------- |
| Adam Sandler    | Robert "Bobby" Boucher jr. |                                                           |
| Kathy Bates     | Helen "Mama" Boucher       | Bobby's moeder                                            |
| Henry Winkler   | Coach Klein                | trainer van de Mud Dogs                                   |
| Fairuza Balk    | Vicki Vallencourt          | voormalig schoolgenote van Bobby                          |
| Jerry Reed      | Red Beaulieu               | trainer van de Cougars                                    |
| Frank Coraci    | Robert(o) Boucher sr.      | Bobby's dood gewaande vader, tevens regisseur van de film |
| Rob Schneider   | Townie                     |                                                           |
| Allen Covert    | Walter                     |                                                           |
| Jennifer Taylor | Rita                       |                                                           |